# اسلام در جمهوری آذربایجان
پیشینه ورود اسلام به منطقه اران که کشور آذربایجان امروزی در آن قرار دارد، به قرن ۳ قمری (سده ۷ میلادی) باز می‌گردد. امروزه مسلمانان آذربایجان بیش از ۹۵ درصد از جمعیت این کشور را تشکیل می‌دهند.

در حالی که ادعا شده است که کشور جمهوری آذربایجان دومین کشور شیعه در جهان اسلام به شمار می رود، طبق آمار شیعیان بین ۵۵ تا ۶۵ درصد هستند و حدود ۳۵ تا ۵۰ درصد از جمعیت این کشور از اهل سنت می‌باشند. برخی کارشناسان معتقدند که کشور جمهوری آذربایجان تحت سیاست های الهام علیف در حال تبدیل شدن از یک کشور شیعه به سنی است.
| اسلام در جمهوری آذربایجان | اسلام در جمهوری آذربایجان | اسلام در جمهوری آذربایجان | اسلام در جمهوری آذربایجان | اسلام در جمهوری آذربایجان |
| ------------------------- | ------------------------- | ------------------------- | ------------------------- | ------------------------- |
| اسلام                     | اسلام                     |                           | درصد                      | درصد                      |
| اسلام شیعه                | اسلام شیعه                |                           | ۶۵٪                       | ۶۵٪                       |
| اسلام سُنّی                 | اسلام سُنّی                 |                           | ۳۵٪                       | ۳۵٪                       |

## پیشینه
نفوذ اسلام در قفقاز با فتوح مسلمانان آغاز شد. در ۲۲ قمری (۶۴۳ میلادی) عبدالرحمان بن ربیعه به دربند رسید.
دین اسلام در سرزمین‌های غرب دریای خزر که مردم آن پیرو آئین زرتشت بودند، به ویژه در میان پیشه‌وران و بازرگانان به سرعت گسترش یافت، ولی مردم کوه‌نشین قفقاز در حفظ آئین‌های کهن مسیحی و زرتشتی خویش همچنان باقی بودند.
در روزگار خلافت علی بن ابی طالب، اشعث بن قیس ولایت ارمنستان و جمهوری آذربایجان داشت. به روزگار معاویه، ابتدا عبدالله بن حاتم بن نعمان بن عمرو باهلی و سپس برادرش عبدالعزیز ولایت ارمنستان و آذربایجان را داشتند.
گرچه بخش‌هایی از قفقاز شمالی یا نواحی و سرحدات شمالی قفقاز جنوبی پس از چندین دهه از ورود اسلام، به این دین مسلمان شدند ولی ساکنان اراضی کنونی جمهوری آذربایجان در برخورد با این رسالت جدید الهی چندان درنگ نکردند. این منطقه در طول تاریخ تحت حکومت دولت‌هایی چون امویان و عباسیان و پس از آن سلسله‌ها و حکومت‌های متعدد ایرانی بودند.
در دوره حاکمیت ۷۰ ساله کمونیست‌ها، الحاد و بی‌دینی در آذربایجان ترویج گردید و با فشارهای مختلف دین‌ستیزی، شرایط عمومی مسلمانان به سختی گرایید.

## دوران معاصر
بعد از فروپاشی شوروی در جمهوری‌های مسلمان‌نشین آن، گرایش به اسلام رو به فزونی نهاد. از بین رفتن نظام مبتنی بر انکار خدا و دین، فرصتی برای مردم جمهوری آذربایجان پیش آورد تا با آزادی به برپایی مراسم و مناسبت‌های اسلامی در مساجد و منازل بپردازد.
با وجود اکثریت قابل توجه مسلمان این کشور، نوع نظام سیاسی حاکم بر جمهوری آذربایجان بر اساس اصول قانون اساسی بعد از استقلال این کشور، لائیک و غیر دینی ترسیم شده‌است.

## شیعه ستیزی در جمهوری آذربایجان
در سال های اخیر سیاست های ضد شیعه در این کشور شدت یافته است از جمله آن ممنوعیت عزاداری عاشورا در محرم است.
مجلس جمهوری آذربایجان در سال ۲۰۱۵ قانونی را تصویب کرد که طبق آن نصب پرچم های حسینی در معابر و خیابان ها ممنوع است و مجازات نقدی و حبس برای متخلفان از این قانون در نظر گرفت. 

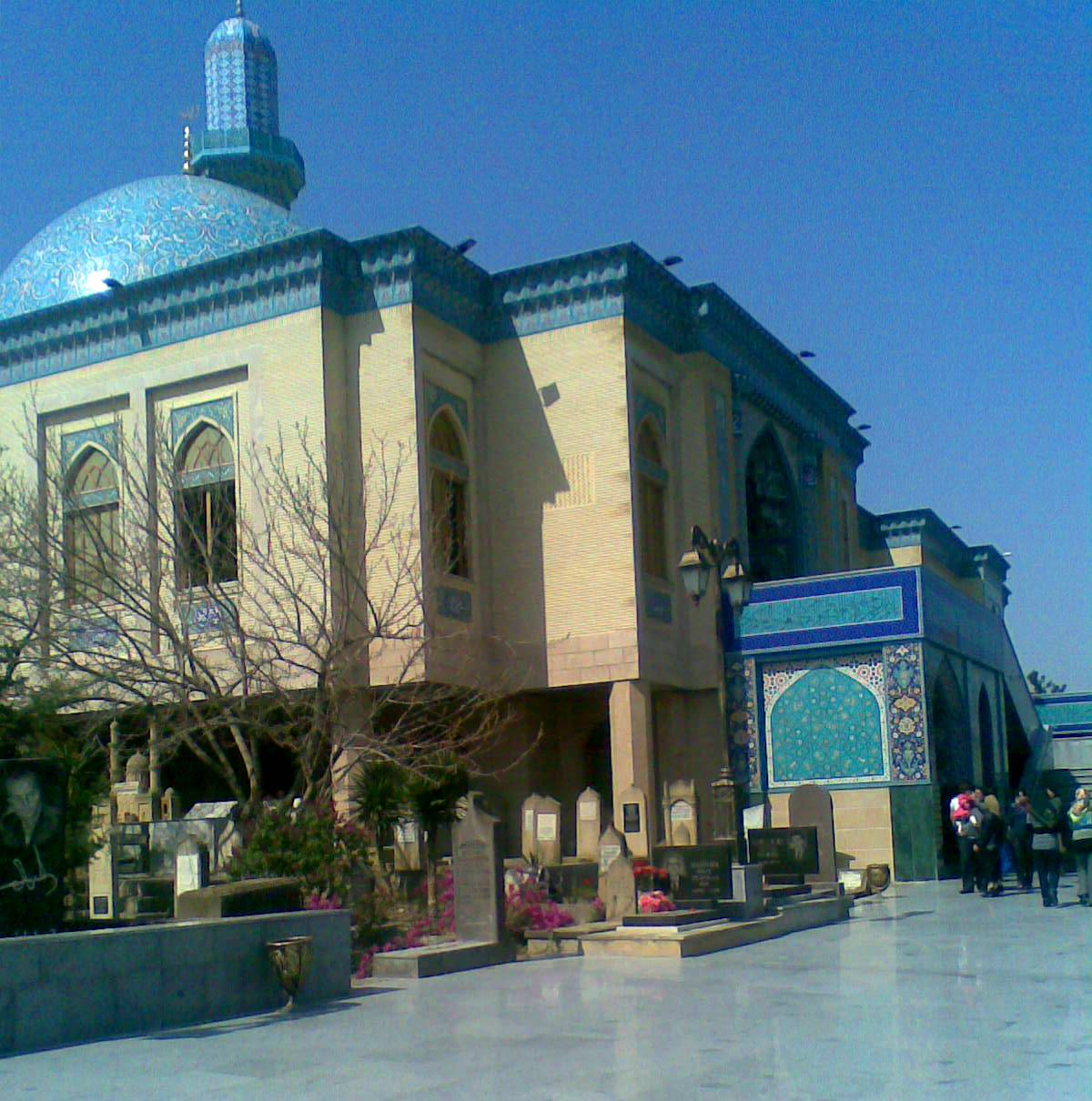